# Fantastic'Arts 1998
Le festival Fantastic'Arts 1998 s'est déroulé du 28 janvier au 1er février 1998 à Gérardmer dans le département des Vosges. 

## Palmarès
| Prix                                    | Attribué à | Pays                     |
| --------------------------------------- | --- | ------------------------ |
| Grand prix du festival                  | Le Loup-garou de Paris (An American Werewolf in Paris) d'Anthony Waller                                                  | Luxembourg               |
| Prix du jury                            | Forever (Photographing Fairies) de Nick Willing et Bienvenue à Gattaca (Gattaca) d'Andrew Niccol                         | Royaume-Uni / États-Unis |
| Prix de la critique                     | Forever (Photographing Fairies) de Nick Willing                                                                          | Royaume-Uni              |
| Prix du public                          | Le Loup-garou de Paris (An American Werewolf in Paris) d'Anthony Waller                                                  | Luxembourg               |
| Trophée Fun Radio                       | Le Loup-garou de Paris (An American Werewolf in Paris) d'Anthony Waller et Bienvenue à Gattaca (Gattaca) d'Andrew Niccol | Luxembourg / États-Unis  |
| Prix vidéo                              | The X-Files: Redux de R. W. Goodwin et Kim Manners                                                                       |                          |
| Grand prix du court métrage fantastique | Le Bal du Minotaure de Lorenzo Recio                                                                                     |                          |
| Prix du vidéo clip fantastique          | Excalibur de William Sheller et Nomenklatura de No One Is Innocent                                                       |                          |
| Prix littéraire                         | Les Mères Noires de Pascal Françaix                                                                                      |                          |
| Prix du jeu vidéo                       | Oddworld (GT Interactive)                                                                                                |                          |
| Prix Spécial frissons                   | Resident Evil (Virgin Interactive)                                                                                       |                          |
| Hommage à la bande dessinée             | Régis Loisel |                          |

## Films en compétition
- Le Loup-garou de Paris (An american werewolf in Paris) de Anthony Waller ( Royaume-Uni /  Pays-Bas /  Luxembourg /  États-Unis /  France)
- Ugly (The ugly) de Scott Reynolds ( Nouvelle-Zélande)
- Bienvenue à Gattaca (Gattaca) de Andrew Niccol ( États-Unis)
- Forever (Photographing Fairies) de Nick Willing ( Royaume-Uni)
- Event Horizon, le vaisseau de l'au-delà (Event Horizon) de Paul W.S. Anderson ( Royaume-Uni /  États-Unis)
- Les Ailes de la nuit (The Night Flier)) de Mark Pavia ( États-Unis /  Italie)
- Moebius de Gustavo Mosquera ( Argentine)
- Black Jack (ブラック・ジャック, Burakku Jakku?) de Osamu Dezaki et Fumihiro Yoshimura ( Allemagne /  Japon)

## Courts métrages en compétition
- Bound de Alain Ross ( France)
- Chéri, viens voir de Claire Fouquet ( France)
- La vache qui voulait sauter par-dessus l’église de Guillaume Casset ( France)
- Le bal du minotaure de Lorenzo Recio ( France)
- L’homme aux bras ballants de Laurent Gorgiard ( France)
- Tueur de petits poissons de Alexandre Gavras ( France)
- Va au diable de Denis Parent ( France)

## Films hors-compétition
- Souviens-toi l'été dernier (I know what you did last summer) de Jim Gillespie ( États-Unis)
- Le Témoin du Mal (Fallen) de Gregory Hoblit ( États-Unis)
- Mortal Kombat : Destruction finale (Mortal Kombat: Annihilation) de John R. Leonetti ( États-Unis)
- Scream 2 de Wes Craven ( États-Unis)
- Black Mask (黑俠, Hak hap) de Daniel Lee Yan-kong ( Hong Kong)
- Space Truckers de Stuart Gordon ( Royaume-Uni /  États-Unis /  Irlande)

### Hommage à Stuart Gordon
- Fortress de  Stuart Gordon ( Australie /  États-Unis)
- Chérie, j'ai rétréci les gosses (Honey, I Shrunk the Kids) de Joe Johnston ( États-Unis)
- Body Snatchers de Abel Ferrara ( États-Unis)
- Re-Animator de Stuart Gordon ( États-Unis)

## Inédits vidéos
- Peur panique (The Outpost) de Joe Gayton ( États-Unis)
- Venus d'ailleurs (Them) de Bill L. Norton ( États-Unis /  Canada)
- L'Échoppe des horreurs (en) (The Tale of Sweeney Todd) de John Schlesinger ( Irlande /  États-Unis)
- Ennemis non identifiés (The shadow men) de Timothy Bond ( États-Unis)
- X-Files : Aux frontières du réel - Redux de R. W. Goodwin et Kim Manners ( États-Unis)
- Le 18ème ange (The Eighteenth Angel) de William Bindley ( États-Unis)
- Hémoglobine (Bleeders) de Peter Svatek ( Canada /  États-Unis)
- Uncle Sam de William Lustig ( États-Unis)

## Jury
Le prix de la vidéo est décerné par le public en collaboration avec le magazine Télé K7.

### Jury longs métrages
Président du jury : Ted Kotcheff
- Vanessa Demouy
- Rossy de Palma
- Andréa Ferréol
- Stuart Gordon
- Jan Kounen
- Georges Lautner
- Régis Loisel
- Bernard Werber

### Jury courts métrages
Président du jury : Marc Caro
- Thérèse Liotard
- Cécile Pallas
- Rachid Taha
- Boris Terral
- Ariel Wizman

### Jury clip vidéo
Président du jury : Étienne Chicot
- Corinne Daccla
- Christine Lemler
- Mallaury Nataf
- Billy
- Manuel Gélin
- Hubert-Félix Thiefaine

### Jury jeux vidéos
Président : Bernard-Pierre Donnadieu
- Nicolas Angel
- Philippe Gavi
- Edouard Marquis
- Cyril Drevet
- Chine Lanzmann
- Jacques Eltabet

### Jury littéraire
- Sylvie Genevoix
- Yann Moix
- Jean-Jacques Pauvert